# Kurt Chill
Kurt Chill (ur. 1 maja 1895 w Toruniu, zm. 5 lipca 1976 w Hamburgu) – niemiecki wojskowy, generalleutnant.

## Odznaczenia
- Krzyż Żelazny 1914 II Klasy
- Krzyż Honorowy dla Walczących na Froncie (1 listopada 1934)
- Odznaka Służbę w Heer
  - IV Klasy (2 października 1936)
  - III Klasy (2 października 1936)
  - II Klasy (2 października 1936)
  - I Klasy (1 kwietnia 1938)
- Okucie Ponownego Nadania Krzyża Żelaznego II Klasy (2 października 1939)
- Złoty Krzyż Niemiecki (1 grudnia 1941)
- Krzyż Żelazny 1939 I Klasy (19 lipca 1941)
- Medal za Kampanię Zimową na Wschodzie 1941/1942 (28 lipca 1942)
- Krzyż Rycerski Krzyża Żelaznego (25 października 1943)